# Luverdense EC
Luverdense EC is een Braziliaanse voetbalclub uit Lucas do Rio Verde in de staat Mato Grosso.

## Geschiedenis
De club werd opgericht in 2004. Een jaar later nam de club al deel aan de Série C, maar werd reeds in de eerste fase uitgeschakeld. Een volgende deelname kwam er in 2008. Na de invoering van de Série D had de staat Mato Grosso geen rechtstreekse deelnemer meer voor de Série C. Enkel Luverdense en Mixto speelden er in 2009. Na de degradatie van Mixto dat jaar bleef Luverdense de enige club uit de staat die in de Série C speelde. In 2013 kon de club promotie afdwingen naar de Série B, waardoor de staat voor het eerst sinds 1992 opnieuw vertegenwoordigd was in de tweede klasse. De club eindigde daar drie seizoenen op rij in de middenmoot. In 2017 degradeerde de club. In 2019 degradeerde de club verder naar de Série D, maar stond zijn plaats daarin af aan Sinop vanwege de coronacrisis.
In het staatskampioenschap kon de club in 2009, 2012 en 2016 zegevieren. In 2017 won de club de Copa Verde in de finale van Paysandu.

## Erelijst
Campeonato Mato-Grossense
2009, 2012, 2016
Copa Verde
2017